# Città di Randwick
La città di Randwick è una local government area che si trova nel Nuovo Galles del Sud. Essa si estende su una superficie di 36 chilometri quadrati e ha una popolazione di 128.989 abitanti. La sede del consiglio si trova a Randwick.